# Ordre du roi Abdelaziz
L'ordre du roi Abdelaziz est un ordre du mérite saoudien, institué en 1971 par le roi Fayçal. Il porte le nom d'Abdelaziz Al Saoud, le père de l'État moderne saoudien. 

## Histoire
L'ordre est institué le 20 mars 1971 par le roi Fayçal. Il distingue les citoyens saoudiens et étrangers pour services rendus au royaume et les grands dirigeants et leaders des pays frères et amis.

## Récipiendaires étrangers notables
- Égypte : Abdel Fattah el-Sisi
- États-Unis : George W. Bush
- États-Unis : Barack Obama
- États-Unis : Donald Trump
- Belgique : roi Baudouin, chevalier grand-croix.
- France : Hervé Navereau
- France : Marcel Bigeard
- Indonésie : Joko Widodo
- Iran : Ali Shamkhani
- Italie : Silvio Berlusconi
- Grande-Bretagne : David Cameron
- Grande-Bretagne : Theresa May
- Japon : Shinzō Abe
- Maroc : Moulay Rachid
- Maroc : Mohammed VI
- Tunisie : Béji Caïd Essebsi
- Pakistan : Pervez Musharraf
- Pakistan : Raheel Sharif
- India : Narendra Modi